# فیل روزن
فیل روزن (انگلیسی: Phil Rosen؛ ۸ مهٔ ۱۸۸۸ – ۲۲ اکتبر ۱۹۵۱) یک کارگردان، و مدیر فیلم‌برداری اهل ایالات متحده آمریکا بود.
از فیلم‌هایی که وی در آن‌ها نقش داشته است، می‌توان به آوای جنگل و قهرمان جهان اشاره نمود.